# Lampadaria rupestris
Lampadaria rupestris är en tvåhjärtbladig växtart som beskrevs av Feuillet och L.E. Skog. Lampadaria rupestris ingår i släktet Lampadaria och familjen Gesneriaceae. Inga underarter finns listade i Catalogue of Life.